# Волосень (Киевская область)
Волосень (укр. Волосінь) — село, входит в Макаровский район Киевской области Украины.
Население по переписи 2001 года составляло 57 человек. Почтовый индекс — 08011. Телефонный код — 4578. Занимает площадь 0,043 км². Код КОАТУУ — 3222782302.

## Местный совет
08011, Київська обл., Макарівський р-н, с. Забуяння, вул. Жовтнева, 12